# Скульптор Алессандро Витториа
«Скульптор Алессандро Витториа» (итал. Lo scultore Alessandro Vittoria) — картина итальянского живописца Джованни Батиста Морони (1522—1578), представителя брешианской школы. Создана примерно в 1552—1553 годах. Хранится в коллекции Музея истории искусств в Вене (инв. №GG 78).
Картина находилась в коллекции эрцгерцога Леопольда Вильгельма Австрийского с 1659 года.
На полотне изображен ведущий венецианский скульптор XVI века Алессандро Витториа (1525—1608) за работой, держащий в руках успешно восстановленный античный торс. Такие непосредственные «деловые портреты», строгость (также и в использовании цвета) и ломбардская точность сильно повлияли не только на современников Морони, но и на таких художников, как Караваджо и Антонис ван Дейк.
Витториа и Морони, вероятно, встретились в 1551—1552 годах, когда они были в Тренто. Морони был в городе во время второй сессии Тридентского собора, чтобы написать портреты двух братьев Мадруццо и других личностей, присутствовавших на мероприятии. Возможным источником вдохновения для картины послужил «Автопортрет, держащий скульптуру» авторства Тинторетто.

## Ссылка
- На Викискладе есть медиафайлы по теме Скульптор Алессандро Витториа